# Bert Levins stiftelse för jazzmusik
Bert Levins stiftelse för jazzmusik var en kulturstiftelse uppkallad efter Bert Levin som 2006 donerade tre miljoner kronor till en stiftelse för att under en tioårsperiod (2006-2015) dela ut årliga stipendier och bidrag till musiker och arrangörer inom jazzområdet. Syftet med stipendiet var att göra det möjligt att genomföra väsentliga musikaliska projekt.

## Stipendiater
- 2006 – Trumpetaren Bosse Broberg,80 000:-, saxofonisten Fredrik Ljungkvist, 60 000:-
- 2007 – Saxofonisten Krister Andersson, 75 000:-, pianisten Mats Öberg, 75 000:-
- 2008 – Saxofonisten Karl-Martin Almqvist, saxofonisten Bernt Rosengren, pianisten Gösta Rundqvist, pianisten Daniel Tilling (samtliga 75 000:-)
- 2009 – Saxofonisten Amanda Sedgwick, trumpetaren Magnus Broo, pianisten/kompositören Göran Strandberg
- 2010 – Trumpetaren Bertil Lövgren,Pianisten Mathias Landaeus, saxofonisten Johan Hörlén, trumslagaren Peter Danemo. (samtliga 75 000 kronor)
- 2011 – Trumpetaren Jan Allan, basisten Palle Danielsson, basisten Christian Spering, pianisten Jonas Östholm. (samtliga 75 000 kronor)
- 2012 – Trumpetaren Ann-Sofi Söderqvist, pianisten Bobo Stenson, gitarristen Max Schultz, trombonisten Mats Äleklint (samtliga 75 000 kronor)
- 2013 – Pianisten Cecilia Person, saxofonisten Lennart Åberg, pianisten Adam Forkelid, vibrafonisten Mattias Ståhl. (samtliga 75 000 kronor)
- 2014 – Sångerskan/kompositören Lina Nyberg, tenorsaxofonisten Nisse Sandström, barytonsaxofonisten mm Alberto Pinton, pianisten Daniel Karlsson och saxofonisten Linus Lindblom. (samtliga 75 000 kronor)
- 2015 – Trumpetaren Ulf Adåker, saxofonisterna Håkan Broström, Per "Texas" Johansson, Fredrik Lindborg, sångerskan Isabella Lundgren, basisten/ pIanisten Martin Sjöstedt. (75 000 kronor vardera)

Specialpris till Stockholm Jazz Orchestra på 80 000 kronor.